# 奥多摩大橋
奥多摩大橋（おくたまおおはし）は、東京都西多摩郡奥多摩町の多摩川に架かる東京都道45号奥多摩青梅線の橋長265 m（メートル）の斜張橋。

## 概要
主桁を鋼桁、主塔をSRCとする複合斜張橋である。構造形式は斜張橋、吊橋、アーチ橋などから経済性や景観性を考慮し、斜張橋に決定された。主桁の長径間と短径間は黄金比に分割されている。制震対策としてTMDが採用されている。
- 形式 - 鋼2径間連続斜張橋
- 橋格 - 1等橋（TL-20）
- 橋長 - 129.500 m
  - 支間割 - 104.000 m + 159.300 m (81.000 m + 24.000 m + 24.000 m + 100.000 m + 36.000 m)
- 主塔 - 鉄骨鉄筋コンクリート
- 幅員
  - 総幅員 - 20.000 m
  - 有効幅員 - 12.000 m
  - 車道 - 7.000 m
  - 歩道 - 両側2.500 m
- 床版 - 鋼床版
- 総鋼重 - 1983 t
- 架設工法 - 手延べ送出し工法（主桁短径間）、張出し架設工法（主桁長径間）、トラッククレーン一括工法（ケーブル）
- 施工 - 日本鋼管[注釈 1]